# Anthony Carter
Anthony Bernard Carter, conhecido simplesmente como Anthony Carter, (Milwaukee, 16 de junho de 1975) é um jogador profissional de basquetebol dos Estados Unidos que atualmente defende a equipe do Denver Nuggets da NBA. Ele é considerado um dos melhores armadores de 30 anos da National Basketball Association.